# Ngô Lan Hương
Ngô Lan Hương (sinh 12 tháng 1 năm 1979) là một vận động viên bộ môn cờ tướng người Việt Nam–Singapore. Cô từng 10 lần đoạt chức quán quân Giải vô địch cờ tướng Việt Nam ở nội dung dành cho nữ, trong đó có 7 lần liên tiếp (2005–2011), hai lần liên tiếp vô địch châu Á lần 15 và 16 (2011 và 2013).

## Thân thế sự nghiệp
Ngô Lan hương sinh ra trong một gia đình người Việt gốc Hoa tại Quận 5, Thành phố Hồ Chí Minh. Sớm biểu lộ năng khiếu chơi cờ, cô bắt đầu tập cờ tại đội năng khiếu quận 5 từ năm 1993 cùng lứa các kỳ thủ Trương Lê Hoàng, Vũ Thị Thu, Mai Xuân Cường...
Dấu ấn đỉnh cao đầu tiên của cô vào năm 2001, khi vượt qua mặt đàn chị Lê Thị Hương, nhà vô địch đầu tiên và 7 lần quán quân (trong đó có 6 lần liên tiếp từ 1992–1997), để có lần đầu tiên vô địch quốc gia. 

## Thành tích
- Quán quân Giải vô địch cờ tướng châu Á lần 15 và 16 (2011 và 2013)[3][4]
- 10 lần vô địch nữ quốc gia (2001-02, 2005-11, 2013), trong đó có 7 lần liên tiếp (2005-2011)[5]
- 2 lần Á quân Giải vô địch cờ tướng thế giới (2007, 2009)[6][7]
- Huy chương Vàng Asian Indoor Games(2007)[8]
- 2 Huy chương Đồng Giải vô địch cờ tướng châu Á (2002 và 2006)[5]
- Á quân cờ tướng Đại hội thể thao trí tuệ thế giới 2011[9]

## Đời tư
Ngày 26 tháng 4 năm 2012, chị lập gia đình với kỳ thủ người Singapore Khang Đức Vinh (Kng Ter Yong), Tổng thư ký Liên đoàn Cờ Singapore  Không như một số nữ kỳ thủ khác chuyển sang thi đấu cho quốc gia của chồng, cho đến nay chị vẫn thi đấu dưới màu áo Việt Nam. Tuy nhiên đến kỳ SEA Games 31 chị đã chuyển sang thi đấu cho Singapore.